# سكوبي دو ودبليو دبليو إي: لعنة شيطان السرعة
سكوبي دو ودبليو دبليو إي: لعنة شيطان السرعة (بالإنجليزية: Scooby-Doo! and WWE: Curse of the Speed Demon)‏ هو فيلم رسوم متحركة تم إنتاجه في الولايات المتحدة، وصدر سنة 2016 بطولة فرانك والكر وأندرتيكر.

## القصة
رسوم متحركة تجمع بين أبطال المصارعة دبليو دبليو إيه ومجموعة سكوبي دوو الكوميدية من خلال مغامرات تحدث أثناء تصديهم لمحاولة تدمير السباق من قبل أحد المتسابقين المجهولين الذي يُدعى (جحيم).

## وصلات خارجية
سكوبي دو ودبليو دبليو إي: لعنة شيطان السرعة على موقع IMDb (الإنجليزية)
- سكوبي دو ودبليو دبليو إي: لعنة شيطان السرعة على موقع روتن توميتوز (الإنجليزية)
- سكوبي دو ودبليو دبليو إي: لعنة شيطان السرعة على موقع قاعدة بيانات الأفلام العربية
- سكوبي دو ودبليو دبليو إي: لعنة شيطان السرعة على موقع ألو سيني (الفرنسية)
- سكوبي دو ودبليو دبليو إي: لعنة شيطان السرعة على موقع فيلمافينيتي (الإسبانية)
- سكوبي دو ودبليو دبليو إي: لعنة شيطان السرعة على موقع قاعدة بيانات الفيلم (الإنجليزية)
- سكوبي دو ودبليو دبليو إي: لعنة شيطان السرعة على موقع ليتربوكسد (الإنجليزية)
- سكوبي دو ودبليو دبليو إي: لعنة شيطان السرعة على موقع كينوبويسك (الروسية)